# J.-H. Rosny aîné
J.-H. Rosny aîné, alias Joseph Henri Honoré Boex, född 17 februari 1856 i Bryssel, död 11 februari 1940 i Paris, är, näst efter Jules Verne, Frankrikes viktigaste science fiction-författare.
I hans stora produktion av böcker finns en rad SF-böcker om rymdfärder och främmande livsformer, men också berättelser om vampyrer, och mer allmänna äventyrsberättelser.
Hans viktigaste verk är Les Navigateurs de l'Infini (1925) i vilket ordet "astronautisk" myntas. I boken färdas huvudpersonerna till Mars i "Stellarium", ett rymdskepp som drivs av konstgjord gravitation. På Mars kommer de i kontakt med de trebenta, fredliga "Tripèdes", som håller på att utrotas av "Zoomorphs", en fientlig ras av utomjordingar.Filmen Kampen om elden från 1981 bygger på Rosnys roman med samma namn från 1911 (utkommen på svenska 1919) och handlar om förhistoriska människor under den äldsta stenåldern som lär sig att handskas med elden. Denna bok gjordes till en film 1981 av Jean-Jacques Annaud.